# 1977 v hudbě
Tento článek obsahuje události související s hudbou, které proběhly v roce 1977.

## Události
- Singl Bohemian Rhapsody byl vyhlášen jako 'The Best Single Of The Last 25 Years' (nejlepší singl posledních dvaceti pěti let).
- V Orkney byl založen St. Magnus Festival Sirem Peterem Maxwellem Daviesem.
- Nejdůležitější událostí byl začátek toho, co se stalo později známé jako „punk explosion“. V roce 1977 byla vydána alba důležitá pro vývoj punku. Nejznámější mistrovské kusy, ryze puková alba která vydali Ramones – Rocket to Russia, The Jam – In the City, Iggy Pop – Lust for Life, debut skupiny Clash – The Clash, The Damned – Damned, Damned, Damned, Wire – Pink Flag, Richard Hell & The Voidoids – Blank Generation, Elvis Costello – My Aim Is True, Dead Boys – Young, Loud and Snotty, Sex Pistols – Never Mind the Bollocks, Here's the Sex Pistols a Television – Marquee Moon.
- Tento rok byla vydána alba dalších, nepunkových skupin jako Talking Heads – Talking Heads: 77, Suicide – Suicide a Motörhead – Motörhead. V tomto roce se formovaly skupiny B–52, Black Flag, Crass a další.
- Soundtrack k filmu Saturday Night Fever měl nebývalý úspěch, díky kterému se tvůrci hudby Bee Gees stali nejpopulárnějšími umělci světa a nejprodávanějšími od dob Beatles. Saturday Night Fever též znamenal posun stylu disco music do hlavního proudu a stal se dominujícím hudebním stylem v hitparádách na několik dalších let.
- Album Rumours od skupiny Fleetwood Mac, se stalo nejpopulárnějším albem celé kariéry skupiny a bylo též jedním z nejprodávanějších LP všech dob.

- 1. ledna – The Clash byli hlavní skupinou při otevírání londýnského hudebního klubu The Roxy.
- 12. ledna – kytarista Rolling Stones Keith Richards byl pokutován částkou 750 anglických liber za držení kokainu, který byl objeven v jeho havarovaném autě 19. května 1976. Richards dostal dodatečnou pokutu 250 anglických liber za soudní výlohy a byl „shledán nevinným“ za držení LSD.
- 26. ledna
  - Patti Smith spadla z jeviště, když zahajovala koncert Boba Seegera v Tampa Bay na Floridě. Výsledkem bylo 22 stehů na hlavě. V době rekonvalescence napsala svou pátou knihu poezie, nazvanou Babel.
  - Peter Green, původní kytarista skupiny Fleetwood Mac, byl zavřen na psychiatrické oddělení jedné nemocnice v Anglii poté, co postřelil poslíčka, který mu nesl šek s honorářem.
- Alice Cooper se začal léčit z alkoholismu, po desetiletém pití kartonu piv denně.
- 27. ledna – Po vydání prvního singlu podepsalo vydavatelství EMI smlouvu se skupinou Sex Pistols.
- 14. února – B–52 uskutečnili svůj debut v Athens, Georgie, USA
- 15. února – Sid Vicious nahradil Glen Matlocka na postu baskytaristy v Sex Pistols.
- 1. března – Manželka Boba Dylana, Sara Lowndes Dylan, podala po jedenáctiletém manželství návrh na rozvod.
- 5.–10. dubna – proběhly 5. pražské jazzové dny
- 22. dubna – Pink Floyd zahajují své severoamerické turné „Animals“ v Miami na Floridě.
- 11. května – The Stranglers podporovaní skupinou London zahájili desetitýdenní turné po Velké Británii
- 12. června – Členky skupiny The Supremes vystoupily na posledním koncertu v Drury Lane Theatre v Londýně, který byl oficiálním rozpadem skupiny.
- 24. července – Led Zeppelin vystoupili v Oaklandu na jejich posledním koncertu v USA.
- 16. srpna – Elvis Presley byl nalezen mrtev v jeho domě v Gracelandu.
- 16. září – Mark Bolan, vedoucí skupiny T. Rex se zabil při automobilové nehodě.
- 20. října – Při leteckém neštěstí v Mississippi, zahynuli členové skupiny Lynyrd Skynyrd Ronnie Van Zant, Steve Gaines
- Kenny Rogers vydal album „Ten Years Of Gold“
- INXS založení skupiny v Sydney, Austrálie
- Black Flag založení skupiny
- The Kats založení skupiny v Hollywoodu, Kalifornie
- B–52 založení skupiny
- Crass založení skupiny
- Def Leppard založení skupiny v Sheffieldu, Yorkshire
- Whitesnake založení skupiny
- X založení skupiny
- The Fall založení skupiny v Manchesteru
- The Meters rozpad skupiny
- Dire Straits založení skupiny
- Stiff Little Fingers založení skupiny
- The Cars podepsali kontrakt s Elektra Records
- Devo podepsali kontrakt s Warner Bros.
- Midnight Oil podepsali kontrakt s CBS Records
- The Neville Brothers podepsali kontrakt s A&M Records
- The Police podepsali kontrakt s A&M Records
- Van Halen podepsali kontrakt s Warner Bros.
- Van Morrison vydal po tříleté odmlce nové album
- Karel Václav Vacek založil Pěvecký sbor města Buštěhradu

## Zaniklé skupiny
- Grand Funk Railroad

## Narození
- 17. dubna – Frederik Magle, dánský hudební skladatel současné klasické hudby, koncertní varhaník a klavírista.
- 8. května – Joe Bonamassa, americký blues–rockový kytarista
- James Duncan Anderson
- 2. února – Shakira Isabel Mebarak Ripoll, kolumbijská zpěvačka, autorka textů a písní a producentka
- 17. srpen – Tarja Turunen, zpěvačka

## Zemřeli
- 16. srpna – Elvis Presley

## Alba

### Domácí
- Svitanie – M. Efekt

### Zahraniční
- A Blow For Me, A Toot For You–Fred Wesley and the Horny Horns featuring Maceo Parker
- A Farewell to Kings – Rush
- A Period of Transition – Van Morrison
- Ahh...The Name Is Bootsy, Baby!–Bootsy's Rubber Band
- Afric Simone – Afric Simone(Mosambik)
- Aja – Steely Dan
- The Alice Cooper Show – Alice Cooper
- Alive II – Kiss
- All 'N' All – E,W & F
- American Starsn' Bars – Neil Yung
- Animal Justice – John Cale
- Animals – Pink Floyd
- Bad Reputation – Thin Lizzy
- Bat out of Hell – Meat Loaf
- Blowin' Away – Joan Baez
- Plastic Letters – Blondie
- Blue Lights in the Basement – Roberta Flack
- Book of Dreams – Steve Miller Band
- Cat Scratch Fever – Ted Nugent
- Changes in Latitudes, Changes in Attitudes – Jimmy Buffett
- Chic – Chic
- The Clash – The Clash (debut)
- Come in from the Rain – Captain & Tennille
- Damned, Damned, Damned – The Damned (debut)
- Dancer with Bruised Knees – Kate & Anna McGarrigle
- Dancing in your Head – Ornett Coleman
- Down to Then Left – Boz Scaggs
- Eddie Money – Eddie Money (debut)
- Even in the Quietest Moments – Supertramp
- Equal Rights – Peter Tosh
- Exodus – Bob Marley and the Wailers
- French Kiss – Bob Welch
- Funkentelechy Vs. the Placebo Syndrome – Parliament
- The Grand Illusion – Styx
- Going for the One – Yes
- „Heroes“ – David Bowie
- I Robot – The Alan Parsons Project
- I'm In You –Peter Frampton
- The Idiot – Iggy Pop
- It Feels So Good – The Manhattans
- Just A Stone's Throw Away – Valerie Carter
- L. A. M. F. – Johnny Thunders & Heartbreakers
- Lace and Whiskey – Alice Cooper
- Let There Be Rock – AC/DC
- Lights Out – UFO
- Little Criminals – Randy Newman
- Live at the El Mocambo – April Wine
- Love Gun– Kiss
- Low – David Bowie
- Lust for Life – Iggy Pop
- Marquee Moon – Television
- Motörhead – Motörhead
- Moonflower – Santana
- My Aim Is True – Elvis Costello (debut)
- Never Mind the Bollocks, Here's the Sex Pistols – The Sex Pistols
- New Boots and Panties! – Ian Dury
- News of the World – Queen
- Next – Journey
- Night Moves – Bob Seger and the Silver Bullet Band
- No More Heroes – The Stranglers
- Now – The Tubes
- On Earth as It Is in Heaven – Angel
- Out of the Blue – Electric Light Orchestra
- Packet of Three – Squeeze
- Parliament Live: P–Funk Earth Tour – Parliament
- Passage – Carpenters
- Peter Gabriel – Peter Gabriel
- Phyllis Hyman – Phyllis Hyman
- Pink Flag – Wire
- Plastic Letters – Blondie
- Point of Know Return – Kansas
- Prism – Prism
- Rattus Norvegicus – The Stranglers
- Regeneration – Roy Orbison
- Rendezvous – Sandy Denny
- Ringo The 4th – Ringo Starr
- Rocket to Russia – Ramones
- Rockin' All Over the World – Status Quo
- Rocky – OST
- Rumours – Fleetwood Mac
- Running On Empty – Jackson Browne
- Saturday Night Fever – V.A.,The Bee Gees
- Simple Dreams – Linda Ronstadt
- Sin After Sin – Judas Priest
- Slowhand – Eric Clapton
- Small Change – Tom Waits
- Songs from the Wood – Jethro Tull
- Spectres – Blue Öyster Cult
- Star is born – V.A.
- Street Survivors – Lynyrd Skynyrd
- Suicide – Suicide (debut)
- Taken by Force – Scorpions
- Talking Heads: 77 – Talking Heads
- Tejas – ZZ Top
- Terrapin Station – Grateful Dead
- Tom Petty & the Heartbreakers – Tom Petty and the Heartbreakers
- Trans–Europe Express – Kraftwerk
- Works Volume I – Emerson, Lake & Palmer
- XI – Chicago
- The Album – ABBA

## Hity
domácí
- Karel Gott – Karel Gott '78
- Helena Vondráčková – S písní vstříc ti běžím

zahraniční
- „Dancing Queen“ – ABBA
- „Eagle“ – ABBA
- „Name of the Game“ – ABBA
- „Hotel California“ – Eagles
- „Life is a Fastlane“ – Eagles
- „New Kid in Town“ – Eagles
- „Don't Stop“ – Fleetwood Mac
- „Dreams“ – Fleetwood Mac
- „Go Your Own Way“ – Fleetwood Mac
- „You Make Lovin Fun“ – Fleetwood Mac
- „Dusic“ – Brick
- „Baby What A Big Surprise“ – Chicago
- „Brick House“ – Commodores
- „Back in Love Again“ – LTD
- „Ramaya“ – Afric Simone (Mosambik)
- „Egyptian Reggae“ – Jonathan Richman and the Modern Lovers
- „Exodus“ – Bob Marley & The Wailers
- „Float On“ – Floaters
- „Hard Times“ – Boz Scaggs
- „Car Wash“ – Rose Roice
- „Blue Byou“ – Linda Ronstadt
- „It's So Easy“ – Linda Ronstadt
- "Alison" – Elvis Costello
- "American Girl" – Tom Petty and the Heartbreakers
- "Ballade pour Adeline" – Richard Clayderman
- "Barracuda" – Heart
- "Black Is Black" – Belle Epoque
- "Calling Occupants of Interplanetary Craft" – The Carpenters
- "Cold as Ice " – Foreigner
- "Dance, Dance, Dance (Yowsah, Yowsah, Yowsah)" – Chic
- "Nagisa no Sindbad" – "Pink Lady"